# Michel Fingesten

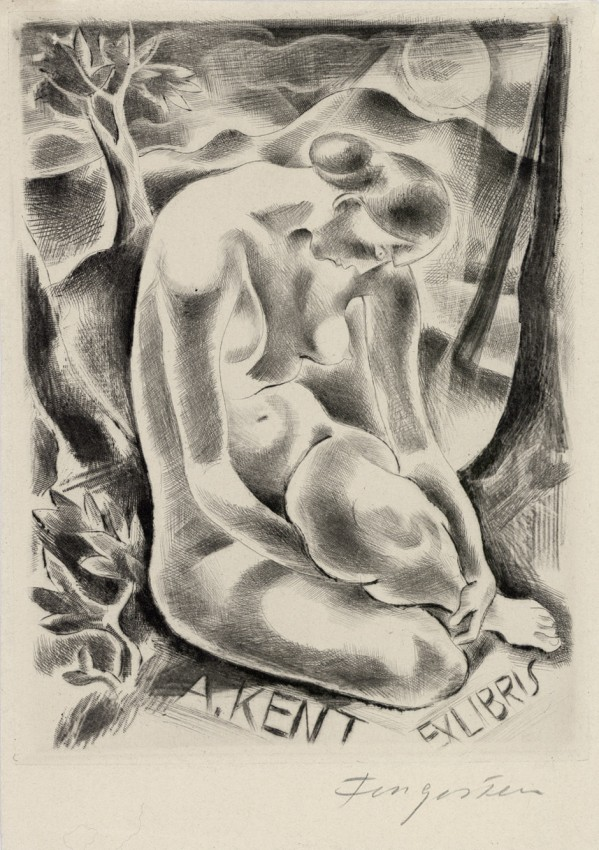
Ex libris A. Kent

Michel Fingesten (18. dubna 1884 – 8. října 1943) byl grafik a malíř židovského původu, který patřil k nejznámějším umělcům v předválečném Berlíně.

## Život a dílo
Michel Fingesten (vlastním jménem Michl Finkelstein) se narodil ve vsi Buczkowice v Haliči matce, která pocházela z italské židovské rodiny a otci, který byl Rakušan. Roku 1900 (ve svých 16 letech) odešel studovat na vídeňskou Akademii. Tu ale po dvou letech opustil a vydal se na cestu kolem světa. Navštívil některé země v Americe, Austrálii a Asii, natrvalo se usadil až v Berlíně roku 1913, zde také začal výtvarně působit. Začal tvořit výhradně grafické práce, během první světové války se stal členem umělecké skupiny Neue Sezession, která vystupovala proti oficiálnímu umění vyhlášenému císařem Vilémem I. V roce 1918 na sebe poprvé významněji upozornil svojí výstavou. Brzy se stal známým umělcem, spolupracoval s řadou časopisů, svými grafiky doplnil například knihy Alfreda Kerra, Arno Holze a Adolfa Weissmanna, známé jsou také jeho grafické podobizny spisovatele Liona Feuchtwangera a tanečnice Tatjany Barbakoff. Během let 1927-1928 podnikl cestu do Španělska, na této cestě vznikla série obrazů, ta byla roku 1928 vystavena v galerii Neue Kunsthandlung. Po nástupu nacistů k moci v roce 1933 trpěl nedostatkem zakázek (tvořil především Ex libris) a jeho práce byly označeny za „zvrhlé umění“. Fingesten musel emigrovat do Milána. Zde vytvořil řadu grafických listů a Ex libris, později vytušil hrozbu blížící se války a vytvořil několik cyklů, kde před ní varoval. Po zavedení protižidovských zákonů byl internován v táboře Civitella del Tronto. Ještě v roce 1941 vytvořil svá poslední díla, poté ale onemocněl. Dožil se osvobození tábora Angličany, ale krátce poté utrpěl úraz a 8. října 1943 umřel.